# Oskar Zwintscher
Oskar Zwintscher, né le 2 mai 1870 à Leipzig et mort le 12 février 1916 à Dresde, est un peintre allemand.

## Biographie

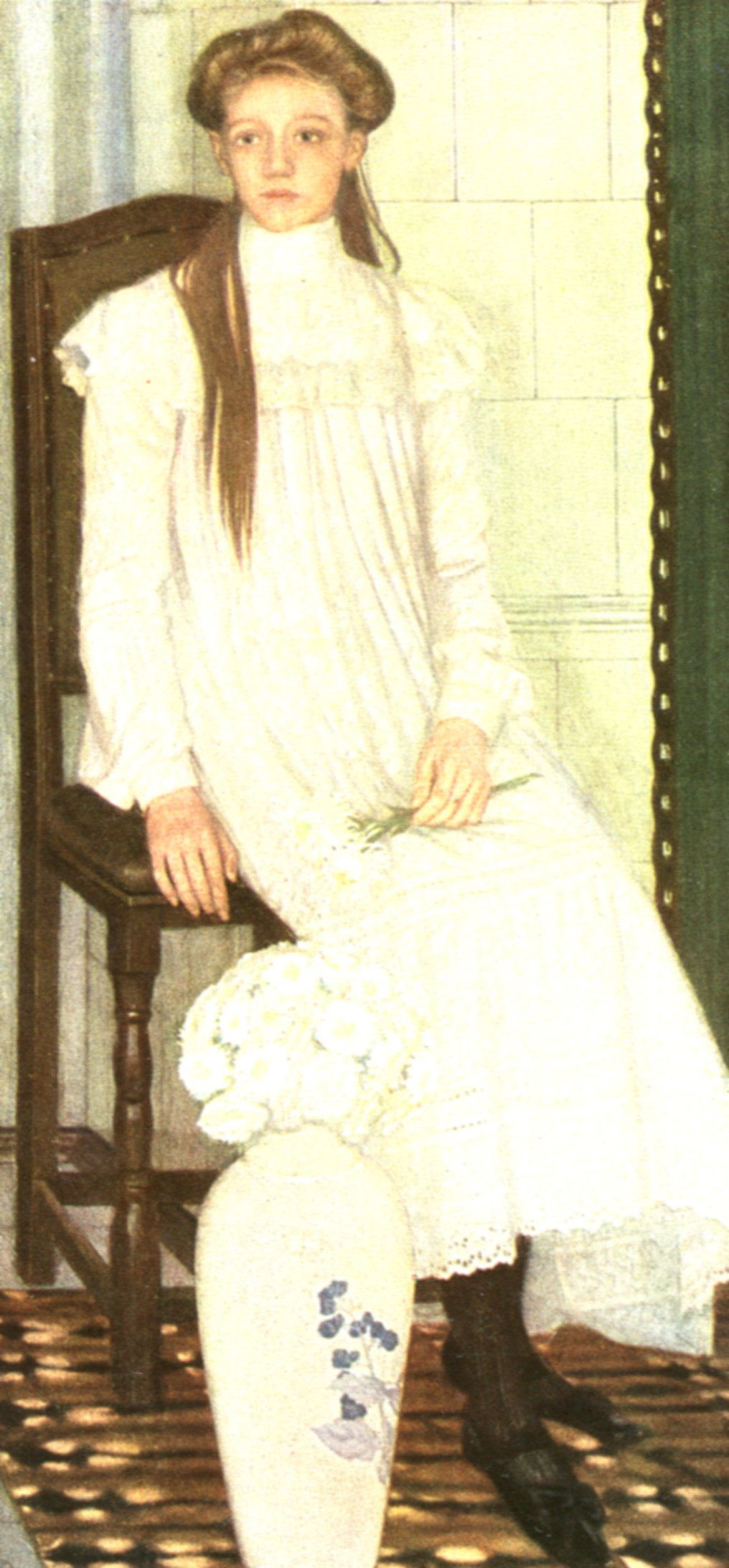
Fillette aux asters blancs (1903), Städtische Galerie de Dresde.

Zwintscher étudie de 1887 à 1890 à l'académie de Leipzig avant d'entrer à l'académie des beaux-arts de Dresde, où il devient l'élève notamment de Ferdinand Pauwels et de Leon Pohle.
Il devient ensuite artiste libre à Meissen où il demeure quelques années au château de l'Albrechtsburg et peut bénéficier de la bourse du legs Munkeltsche qui permet à des artistes saxons de travailler librement pendant trois ans. Il expose au public ses premières œuvres en 1898 et reçoit un premier prix, donné par Ludwig Stollwerck (de), avec un jury composé des professeurs Emil Doepler, Woldemar Friedrich, Bruno Schmitz et Franz Skarbina de Berlin, ainsi que d'un représentant de la firme Stollwerck. Il présente également sa série Les Saisons cette même année et en 1900 celle de L'Orage. Il reçoit un autre prix en 1904 pour ses illustrations pour les chocolats de la firme Stollwerck.
Les illustrations de Zwintscher sont dans la tradition d'un Holbein ou d'un Cranach. Elles ne font montre d'aucune subjectivité, mais demeurent dans l'esprit réaliste des anciens maîtres. Le jeune peintre est influencé également par Ludwig Richter, Moritz von Schwind et Arnold Böcklin. Il est lié d'une amitié étroite avec le peintre et sculpteur Sascha Schneider (qui sera l'auteur de sa sculpture de sépulture).
Zwintscher est nommé en 1904 professeur à l'académie des beaux-arts de Dresde. On lui reproche aujourd'hui sa ferme opposition d'alors à l'impressionnisme. Un contemporain le décrit comme « un bon Saxon et fils authentique du Moyen Âge, mais aussi asocial et excentrique ».
Il meurt en 1916 et est enterré au cimetière de Loschwitz à Dresde.

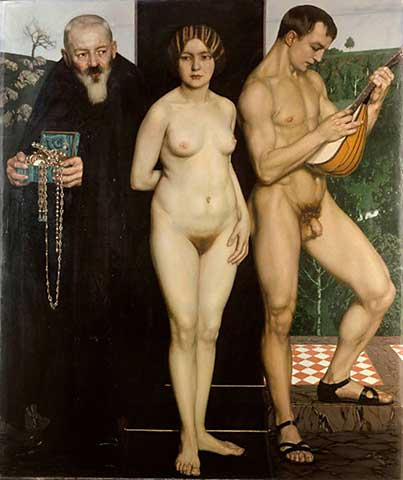
Entre les bijoux et le chant (vers 1900), allégorie de la vieillesse et de la jeunesse.